# Леман, Эрнест
Эрнест Пол Леман (англ. Ernest Paul Lehman, 8 декабря 1915[…], Нью-Йорк, Нью-Йорк — 2 июля 2005[…], Лос-Анджелес, Калифорния) — американский сценарист, шестикратный номинант на премию «Оскар», обладатель почётной премии «Оскар» 2001 года.

## Биография
Происходил из богатой еврейской семьи, потерявшей состояние во время Великой депрессии. После учёбы в Городском колледже Нью-Йорка он начал свою литературную карьеру. Сотрудничал с рядом журналов, в том числе Colliers, Redbook, Cosmopolitan, для которых Леман писал романы и рассказы. В 1950-е годы он стал заниматься киноиндустрией (на студии Paramount), добился успеха в качестве сценариста таких фильмов, как «Административная власть», «Сабрина» (1954), «Король и я» (1956), «К северу через северо-запад» (1959), «Вестсайдская история» (1961), «Звуки музыки» (1965), «Кто боится Вирджинии Вульф?» (1966) с Ричардом Бёртоном и Элизабет Тейлор, «Привет, Долли!» (1969). Леман был номинирован на шесть «Оскаров», но получил почётную статуэтку только в 2001 году; был первым сценаристом, получившим почётный «Оскар».
Пробовал он себя и как режиссёр, сняв один фильм — «Жалоба Портного» (1972), сценарий которого является экранизацией романа Филипа Рота. После 1979 года он ограничил свою работу в кино и по-прежнему сотрудничал (довольно редко) с телевидением. Возглавлял Гильдию писателей Америки с 1983 по 1985 год.
Леман был дважды женат. От первой жены Жаклин, которая умерла в 1994 году после 52 лет брака, у него было двое детей (сыновья Роджер и Аллан); со второй женой Лори у него также был сын (Джонатан) — отцом он стал в возрасте 86 лет.